# Rạch Ông Lớn 2 – Sông Phước Kiểng – Mương Chuối
Rạch Ông Lớn 2 – Sông Phước Kiểng – Mương Chuối là một tuyến sông nối rạch Ông Lớn với sông Soài Rạp tại huyện Nhà Bè, Thành phố Hồ Chí Minh.
Tuyến sông này dài 9 km, có điểm đầu tại ngã tư sông nơi giao với rạch Ông Lớn, rạch Tắc Bến Rô và kênh Cây Khô, chảy theo hướng đông nam qua các xã Phước Lộc, Phước Kiển, Nhơn Đức, Phú Xuân, Long Thới và điểm cuối tại ngã ba nơi giao với sông Soài Rạp, cách cầu Bình Khánh gần 600 m về phía thượng lưu.